# Love by Grace
Love by Grace è un singolo della cantante belga Lara Fabian, pubblicato nel 2000 come quarto e ultimo estratto dal quarto album in studio eponimo.
Il brano, scritto da Wayne Tester e Dave Loggins e prodotto da Walter Afanasieff, è incluso nella colonna sonora della soap opera brasiliana Laços de Família.

## Tracce
CD Singolo (Stati Uniti e Brasile)
1. Love By Grace (Album Version) – 4:09

CD Singolo (Europa)
1. Love By Grace – 4:09
2. I Will Love Again (Live From PBS) – 3:50

CD Maxi (Europa)
1. Love By Grace – 4:09
2. I Will Love Again (Live From PBS) – 3:50
3. To Love Again (Si tu m'aimes) – 3:45
4. Caruso (Live From PBS) – 5:14

## Classifiche
| Classifica (2001) | Posizione massima |
| ----------------- | ----------------- |
| Germania          | 85                |
| Svezia            | 59                |